# Saint-Georges-de-la-Couée
Saint-Georges-de-la-Couée ist eine französische Gemeinde mit 171 Einwohnern (Stand 1. Januar 2022) im Arrondissement La Flèche im Département Sarthe in der Region Pays de la Loire. Sie gehört zum Kanton Montval-sur-Loir und liegt zwischen den Städten Le Mans und Tours.

## Sehenswürdigkeiten
- Kirche Saint-Georges
- Kapelle Saint-Fraimbault